# Krebsbach (Haferbach)
Der Krebsbach ist ein orographisch linker, etwa zwei Kilometer langer Nebenfluss des Haferbaches in Ostwestfalen-Lippe.
Der Krebsbach entspringt bei Grester Lake und fließt von seinem Ursprung aus in nordöstliche Richtung. Dabei erreicht er Lagenser Stadtgebiet, tangiert in seinem Verlauf Pottenhauser Heide und durchfließt Ohrsen.
Noch in Ohrsen mündet der Bach linksseitig bei KM 2,1 in den Haferbach ein. Während der Bach im oberen und unteren Bachabschnitt 
begradigt und kanalisiert wurde, verläuft der Bach im mittleren Abschnitt noch unbeeinflusst und kurvenreich in seinem natürlichen Bachbett. Der Bach überwindet einen Höhenunterschied von 25 Metern.